# HD 4203
HD 4203 är en ensam stjärna belägen i den norra delen av stjärnbilden Fiskarna. Den har en skenbar magnitud av ca 8,70 och kräver åtminstone en stark handkikare eller ett mindre teleskop för att kunna observeras. Baserat på parallax enligt Gaia Data Release 2 på ca 12,3 mas, beräknas den befinna sig på ett avstånd på ca 266 ljusår (ca 82 parsek) från solen. Den rör sig närmare solen med en heliocentrisk radialhastighet på ca -14 km/s.

## Egenskaper
HD 4203 är en gul till vit stjärna i huvudserien av spektralklass G5 V och är en fotometriskt stabil stjärna med en inaktiv kromosfär och har en mycket högre än normal metallicitet. Den har en massa som är ca 1,1 solmassor, en radie som är lika med ca 1,4 solradier och har ca 1,7 gånger solens utstrålning av energi från dess fotosfär vid en effektiv temperatur av ca 5 700 K.

## Planetsystem
Observationer av stjärnans radialhastighet åren 2000–2001 visade en variation som tyder på att en mindre följeslagare med en massa av >1,164 ± 0,067 jordmassor, betecknad HD 4203 b, kretsar kring den. Ytterligare observationer ledde till en fastställd omloppsperiod på 432 dygn med en relativt hög excentricitet på 0,52 för en gasjätte. Närvaron av en andra följeslagare med en massa av >2,17 ± 0,52 jordmassor bekräftades sedan 2014 genom resterande information från observationerna. Omloppselementen för denna följeslagare, betecknad HD 4203 c, är dock dåligt avgränsade.